# Блэкджек, Ада
Ада Блэкджек (англ. Ada Blackjack, урожденная Делутук, Delutuk; 10 мая 1898, Соломон — 29 мая 1983, Палмер, Аляска) — женщина-эскимоска, представительница народа инупиатов, первая жительница необитаемого тогда острова Врангеля, выживавшая на нём в течение двух лет.

## Биография
Ада Делутук родилась в отдаленном поселении Спрус-Крик (Spruce Creek), в восьми милях от посёлка Соломона на Аляске.
Отец Ады умер от пищевого отравления, когда ей было восемь лет, и мать отправила её вместе с сестрой Ритой в методистскую миссионерскую школу в Номе на Аляске. Её воспитывали миссионеры, в их школе Ада научилась читать по-английски и шить. 
В 16 лет Ада вышла замуж за Джека Блэкджека, охотника и погонщика собачьих упряжек, и переехала на полуостров Сьюард. У Блэкджеков было трое детей, двое из которых умерли в младенчестве. Джек жестоко обращался с Адой, в конце концов бросил её вместе с Беннетом, их единственным выжившим сыном, больным туберкулёзом. Ада оформила развод до того, как её муж появился вновь, и отправилась вместе с Беннетом пешком сорок миль до Нома, где жила её мать.
Чтобы заработать на жизнь, Ада работала уборщицей в частных домах и шила одежду для шахтеров, но ей по-прежнему не хватало денег на лечение Беннета от туберкулёза, ей пришлось временно поместить его в Приют для детей Джесси Ли, где обещали подлечить Беннета от его опасной болезни. Ада решила заработать денег, чтобы забрать своего сына из приюта и переехать с ним в Сиэтл, где, по её мнению, ему могли помочь вылечиться от смертельной болезни.
Начальник полиции Нома Э. Р. Джордан был знаком с трудной ситуацией в семье Ады, поэтому он рассказал ей, что какие-то мужчины вербуют инуитов, чтобы они отправились с ними в Арктическую экспедицию в Чукотское море на Остров Врангеля. Хотя Джордан не был знаком с целью экспедиции, он полагал, что Ада, которая говорила по-английски и была отличной швеей, хорошо подходила для этой миссии, для которой нужен был кто-то, кто шил бы эскимосскую меховую одежду для состава экспедиции. Экспедицию возглавил канадский исследователь Аллан Кроуфорд, но финансировал, планировал и организовал её Вильялмур Стефанссон. В самой экспедиции Стефанссон не участвовал, он остался на материке для того, чтобы собрать средства для ещё одного исследования по поискам континента к северу от острова Врангеля. Он считал, что Арктика будет вполне пригодна для жизни для тех, кто захочет к ней адаптироваться.

## Экспедиция
Стефанссон отправил пять поселенцев (одного канадца европейского происхождения, трёх американцев европейского происхождения и одну эскимоску) в авантюрной попытке заявить права на остров в интересах Канады. Исследователи были отобраны Стефанссоном на основе их предыдущего опыта и академических знаний. Стефанссон принимал для участия в экспедиции людей с современными передовыми знаниями в области географии и других естественных наук.
15 сентября 1921 года экспедиция осталась на зимовку на острове Врангеля с тем, чтобы объявить остров территорией Канады или Соединенного Королевства. У Ады Блэкджек было много опасений по поводу присоединения к экспедиции, особенно потому, что её ввели в заблуждение, что она будет лишь одной из многих коренных жителей Аляски, присоединившихся к экспедиции. В команду входили всего пять человек: Блэкджек, которую наняли поваром и швеей; американцы Лорн Найт, Милтон Галле и Фред Маурер; и Аллан Кроуфорд. В 1914 году Фред Маурер провёл на острове Врангеля восемь месяцев после крушения бригантины «Карлук».
Поначалу условия жизни на острове были удовлетворительными, но через год они стали ещё хуже. Запасы еды закончились, а команда не смогла добыть на острове достаточного для выживания количества дичи. 28 января 1923 года трое мужчин, наконец, попытались пересечь замерзший 150-километровый пролив Лонга, отделяющий остров от материка, в надежде получить там помощь и запасы продовольствия. Заболевшего Лорна Найта оставили на острове под присмотром Ады. Найт болел цингой, и Ада заботилась о нём, пока он не умер 23 июня. Остальных троих мужчин больше никогда никто не видел. Ада Блэкджек осталась в одиночестве вместе с экспедиционной кошкой Викторией. Блэкджек выжила в чрезвычайно трудных условиях, пока её не спас почти восемь месяцев спустя, 19 августа бывший коллега Стефанссона, Гарольд Нойс. После чудесного спасения единственной выжившей участницы предприятия некоторые газеты назвали ее настоящей «женщиной-Робинзоном Крузо».
Ада Блэкджек использовала заработанные за два года деньги, чтобы отвезти сына в Сиэтл в штат Вашингтон для лечения туберкулёза. Позднее она снова вышла замуж и родила ещё одного сына Билли. В конце концов она вернулась на Аляску, где прожила до 85 лет.

## Последние годы
Блэкджек была тихим человеком и ненавидела газетную шумиху, развернувшуюся вокруг неё, и попытки Стефанссона и её спасителя Нойса использовать её историю. За исключением гонорара за экспедицию и нескольких сотен долларов, которые она заработала за пушнину, добытую на острове Врангеля, Блэкджек не получила ни цента за пережитые испытания и не получала никаких гонораров за написанные о ней книги.
Ада Блэкджек умерла в государственном учреждении для престарелых, Доме первопроходцев (The Pioneer Home), в Палмере в штате Аляска и была похоронена в Анкоридже.